# Bankasoka
Der Bankasoka (auch Port Loko Creek) ist ein Fluss in Sierra Leone.

## Verlauf
Der Bankasoka ist ein Küstenfluss, der gemeinsam mit dem Rokel, etwa 40 Kilometer vor dem Atlantischen Ozean das Sierra Leone River Ästuar bildet, dessen nördlicher Teil hier auch als Tumbu-See (englisch Tumbu Lake) bekannt ist. Der Fluss wird auch als Port Loko Creek bezeichnet, da die gleichnamige Stadt am Fluss liegt.
Am Fluss unweit von Port Loko befinden sich drei kleine Wasserkraftwerke.